# エミネンス交響楽団
エミネンス交響楽団（エミネンスこうきょうがくだん、Eminence Symphony Orchestra）は、オーストラリアのシドニーにて設立されたオーケストラである。

## 概要
2003年にバイオリニストの由良浩明が創設し、代表を務めるとともに芸術監督に就任した。

主にアニメや映画、ゲームの音楽を演奏、オーストラリア国外へもツアーするなど活動している。“A Night In Fantasia”はゲーム音楽コンサートとして毎年行われている。

現在『ディアブロ3』や『涼宮ハルヒの消失』など世界的にプロフィールの高い録音を務めている。